# Sweet Thursday (Album)
Sweet Thursday ist das Debütalbum der gleichnamigen Folkrockband, die um 1968 von Jon Mark, Nicky Hopkins, Alun Davies, Harvey Burns und Brian Odgers gegründet wurde. Der Vertrieb und Verkauf des Albums litt unter dem gleichzeitig mit der Veröffentlichung erfolgten Konkurs der Plattenfirma, worauf sich die Band aufgelöst hat.

## Geschichtliches
„Sweet Thursday“ ist das zweite gemeinsam veröffentlichte Album der beiden Schulfreunde Jon Mark und Alun Davies, die schon 1963 das Folk-Album „Relax Your Mind“ aufgenommen haben. 1968 haben die beiden gemeinsam mit Nicky Hopkins, Harvey Burns und Brian Odgers die Band „Sweet Thursday“ gegründet. Im Dezember 1968 erschien beim Label „Tetragrammaton“ ihre erste mit „Sweet Thursday“ eingespielte Single „Getting It Together“ (A-Seite) und „Mary On The Runaround“ (B-Seite). Die beiden von Jon Mark komponierten Lieder fehlen auf dem Debütalbum „Sweet Thursday“, sind aber auf einer CD-Edition des Albums als Bonustracks enthalten.
Der Vertrieb und Erfolg des 1969 veröffentlichten Debütalbums „Sweet Thursday“ fiel dem gleichzeitigen Konkurs der Plattenfirma zum Opfer. Anschließend wurde Jon Mark von John Mayall engagiert, auf dessen Alben „The Turning Point“ und „Empty Rooms“ Mark mitspielte, bevor er 1970 gemeinsam mit Johnny Almond die Folkrock-Jazzband Mark-Almond gründete, der 1973 auch Alun Davies angehörte, der in den 1970er Jahren vor allem als Gitarrist von Cat Stevens’ Band bekannt wurde.

## Titelliste
A-Seite
1. „Dealer“ (Jon Mark) – 5:43
2. „Jenny“ (Jon Mark) – 3:46
3. „Laughed at Him“ (Jon Mark) – 5:10
4. „Cobwebs“ (Brian Odgers) – 3:23
5. „Rescue Me“ (Jon Mark) – 3:41

B-Seite
1. „Molly“ (Brian Odgers) – 3:04
2. „Sweet Francesca“ (Jon Mark) – 3:57
3. „Side of the Road“ (Alun Davies) – 4:50
4. „Gilbert Street“ (Pat Gunning) – 10:22
5. „Getting It Together“ (Jon Mark) – 3:10 (Bonustrack)
6. „Mary On The Runaround“ (Jon Mark) – 3:03 (Bonustrack)

## Besetzung
- Jon Mark: Gitarre, Gesang
- Nicky Hopkins: Tasteninstrumente, Orgel, Klavier
- Alun Davies: Gitarre, Gesang
- Brian Odgers: Bassgitarre, Holzblasinstrumente, Flöte
- Harvey Burns: Schlagzeug